# ريتشارد ديسغاردين
ريتشارد ديسغاردين هو مغني وكاتب أغاني كندي، ولد في 16 مارس 1948 في رووان نوراندا في كندا.

## وصلات خارجية
- الموقع الرسمي
- ريتشارد ديسغاردين على موقع IMDb (الإنجليزية)
- ريتشارد ديسغاردين على موقع ألو سيني (الفرنسية)
- ريتشارد ديسغاردين على موقع ميوزك برينز (الإنجليزية)
- ريتشارد ديسغاردين على موقع أول ميوزيك (الإنجليزية)
- ريتشارد ديسغاردين على موقع ديسكوغز (الإنجليزية)
- ريتشارد ديسغاردين على موقع قاعدة بيانات الفيلم (الإنجليزية)